# تيم جينينغز
تيم جينينغز (بالإنجليزية: Tim Jennings)‏ هو لاعب كرة قدم أمريكية أمريكي، ولد في 24 ديسمبر 1983 في أورانجبورغ في الولايات المتحدة.

## وصلات خارجية
- تيم جينينغز على موقع مرجع كرة القدم المحترفة.كوم (الإنجليزية)